# Duved
Duved est une localité de Suède située dans la commune d'Åre du comté de Jämtland. Elle couvre une superficie de 0,99 km2. En 2010, elle compte 663 habitants.